# Johann Joachim Quantz
Johann Joachim Quantz (ur. 30 stycznia 1697 w Oberscheden, zm. 12 lipca 1773 w Poczdamie) – niemiecki flecista, budowniczy instrumentów, kompozytor i teoretyk muzyki okresu przedklasycystycznego. W jego twórczości przeważają sonaty i koncerty na flet, utrzymane w stylu galant, typowym dla epoki przejściowej między barokiem a klasycyzmem.

## Życiorys
Urodził się w Oberscheden, niedaleko Getyngi, i został ochrzczony jako Hans Joachim. Jego matka zmarła w roku 1702, ojciec – Andreas Quantz – w 1707. Wówczas dziesięcioletni Hans Joachim przeszedł na utrzymanie swego stryja, muzyka miejskiego w Merseburgu, i pierwsze nauki w dziedzinie muzyki pobierał najpierw u niego, zaś po jego śmierci - u jego zięcia, Johanna Adolfa Fleischhacka. W latach 1707–1715 Johann Joachim Quantz wyuczył się w grze na skrzypcach, oboju, klawesynie, trąbce, cynku, puzonie, waltorni, flecie prostym, fagocie, wiolonczeli, violi da gamba i kontrabasie, a także na organach. W międzyczasie opuścił na krótko Merseburg, aby objąć posadę muzyka miejskiego w Radebergu; jednak po wielkim pożarze w 1714, w wyniku którego miasteczko spłonęło niemal doszczętnie, zmuszony był powrócić do Merseburga. Rok później, dzięki pomocy Gottfrieda Heyne, otrzymał posadę oboisty w tzw. „kapeli polskiej” na drezdeńskim dworze ówczesnego króla Polski, Augusta II. Tam też, dopiero w wieku ok. 20 lat, opanował Quantz grę na flecie poprzecznym (traverso).
W 1728 roku poznał Quantz w Dreźnie 16-letniego Fryderyka, następcę tronu Prus i został, na własne życzenie Kronprinza, jego nauczycielem fletu. W roku 1741, po wstąpieniu na tron, Fryderyk II Wielki dał Quantzowi dożywotnią posadę królewskiego kompozytora nadwornego. Władca ten cenił Quantza o wiele bardziej, niż któregokolwiek innego spośród pracujących dlań kompozytorów, i opłacał trzykrotnie lepiej. Niemal każdego dnia król koncertował w swoim pałacu Sanssouci w Poczdamie przed prywatną publicznością, wykonując koncerty oraz sonaty fletowe, napisane przez Quantza.
W 1752 roku ukazał się nakładem berlińskiego wydawnictwa Johanna Friedricha Voßa traktat Quantza o grze na flecie poprzecznym, Versuch einer Anweisung die Flöte traversière zu spielen. Dzieło to było pierwszą w historii niemieckojęzyczną szkołą na ten instrument. Obecnie stanowi ono cenne źródło informacji o praktyce wykonawczej w epoce przedklasycznej. Od tamtego czasu traktat ukazał się w języku francuskim (w tłumaczeniu samego Quantza), angielskim, włoskim, niderlandzkim i czeskim. W roku 2012 została po raz pierwszy przetłumaczony na język polski przez Marka Nahajowskiego i wydany przez wydawnictwo łódzkiej Akademii Muzycznej, pod tytułem O zasadach gry na flecie poprzecznym. 
Quantz pisał głównie kompozycje na flet, przede wszystkim koncerty i sonaty. Forma koncertu została przez niego opisana w Versuch... - sam tworzył w oparciu o zamieszczone tam zasady. Większość utworów Quantza zachowała się w rękopisach.